# Yingjiangite
La yingjiangite è un minerale appartenente al gruppo della fosfuranilite.